# フアン・クレスピ

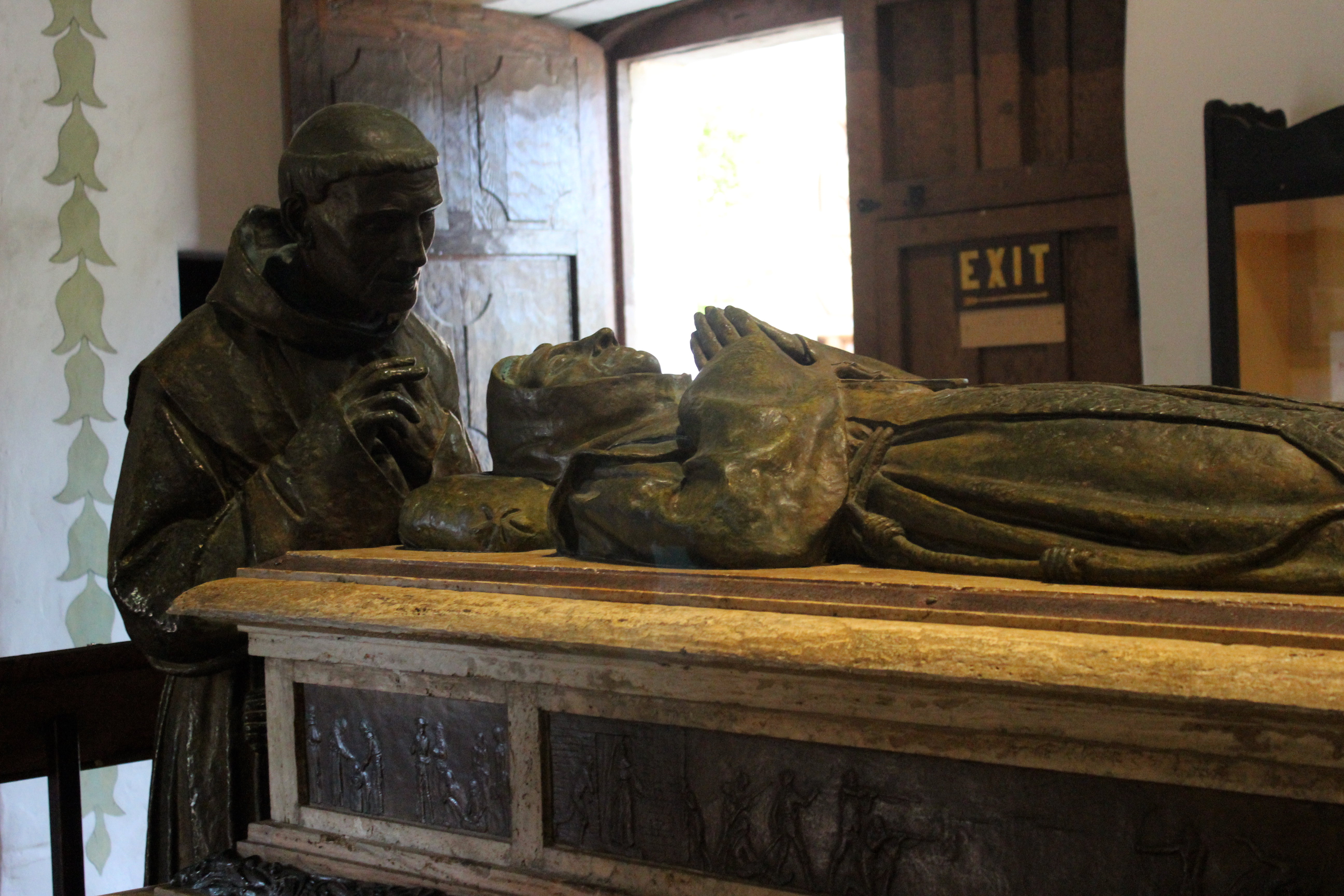
ジョー・モーラ(英語版)による、セラの枕元で祈るクレスピの像（ミッション・サン・カルロス・デ・ボロメオ）。ただし実際にはクレスピの方がセラより先に死亡した

フアン・クレスピ・フィオル（スペイン語: Juan Crespí Fiol、カタルーニャ語: Joan Crespí i Fiol ジュアン・クレスピ・イ・フィオル、1721年3月1日 - 1782年1月1日）は、スペインのフランシスコ会修道士。ガスパル・デ・ポルトラのアルタ・カリフォルニア探検に同行し、その記録を残したことで知られる。

## 生涯
クレスピはマヨルカ島で生まれた。17歳でフランシスコ会に入った。クレスピはパルマ・デ・マヨルカでフランシスコ・パロウとともに同郷のフニペロ・セラに学び、1749年にセラおよびパロウとともに新大陸（ヌエバ・エスパーニャ）に渡った。1767年にはセラとともにカリフォルニア半島にわたり、ロレト近郊にあるカデゴモの伝道所に勤めた。
クレスピは1769年のガスパル・デ・ポルトラのアルタ・カリフォルニア探検に、セラらとともに参加した。クレスピはカリフォルニア半島からサンフランシスコ湾に至る陸路の全行程に参加した唯一の修道士だった。
ポルトラやクレスピの一行は、1770年の第2回の探検でも陸路をモントレーまで行った。そこで海路を来たセラと会い、一行はモントレーにプレシディオ（砦）とサン・カルロス・デ・ボロメオ伝道所を築いた（伝道所は翌年近くのカーメルへ移転）。これ以降、クレスピは没するまでサン・カルロス・デ・ボロメオ伝道所にあった。
クレスピは、1772年のペドロ・ファヘスのセントラル・バレー探検にも参加した。1774年のフアン・ホセ・ペレス・エルナンデスの探検にも参加し、海路を今のアラスカにあたる地点まで北上した。
1782年に没し、ミッション・サン・カルロス・デ・ボロメオに附属する墓地に埋葬された。

## 著作
クレスピの記録はカリフォルニアの歴史を知るための貴重な一次資料であるが、パロウの歴史書の中に挿入された形でのみ知られていた。しかし、そこには1770年のポルトラの2回目の探検の記録が欠けていたし、原文に忠実でなかった。
1927年にハーバート・ユージン・ボルトンが3つの探検に関するクレスピの記録の注釈つき英訳を、クレスピについての解説を加えて『Fray Juan Crespi』の題で出版した。
その後、パロウによる編集を経ていない写本が発見され、2001年にはスペイン語原文と英訳を対照した『A Description of Distant Roads』が出版された。